# Psaliodes aparallela
Psaliodes aparallela là một loài bướm đêm trong họ Geometridae.